# Heroes (David Bowie-album)
Az 1977-es Heroes David Bowie nagylemeze. Szerepel az 1001 lemez, amit hallanod kell, mielőtt meghalsz című könyvben.

## Az album dalai
| 1. | Beauty and the Beast   | David Bowie      | 3:32 |
| 2. | Joe the Lion           | Bowie            | 3:05 |
| 3. | Heroes                 | Bowie, Brian Eno | 6:07 |
| 4. | Sons of the Silent Age | Bowie            | 3:15 |
| 5. | Blackout               | Bowie            | 3:50 |

| 1. | V-2 Schneider             | Bowie                     | 3:10 |
| 2. | Sense of Doubt            | Bowie                     | 3:57 |
| 3. | Moss Garden               | Bowie, Eno                | 5:03 |
| 4. | Neuköln                   | Bowie, Eno                | 4:34 |
| 5. | The Secret Life of Arabia | Bowie, Eno, Carlos Alomar | 3:46 |

| 1. | Abdulmajid   | Bowie | 3:40 |
| 2. | Joe the Lion | Bowie | 3:08 |

## Helyezések

### Album
| Év   | Lista                | Helyezés |
| ---- | -------------------- | -------- |
| 1977 | Brit albumlista      | 3        |
| 1977 | Billboard Pop Albums | 35       |
| 1977 | Norvégia             | 13       |
| 1977 | Ausztria             | 22       |
| 1977 | Svédország           | 13       |

### Kislemezek
| Év   | Kislemez             | Lista              | Helyezés |
| ---- | -------------------- | ------------------ | -------- |
| 1977 | Heroes               | Brit kislemezlista | 24       |
| 1977 | Heroes               | Ausztria           | 19       |
| 1977 | Heroes               | Hollandia          | 9        |
| 1978 | Beauty and the Beast | Brit kislemezlista | 39       |

## Közreműködők

### Zenészek
- David Bowie – ének, billentyűk, gitár, szaxofon, koto, háttérvokál
- Carlos Alomar – ritmusgitár
- Dennis Davis – dob, ütőhangszerek
- George Murray – basszusgitár
- Brian Eno – szintetizátor, billentyűk
- Robert Fripp – szólógitár
- Tony Visconti – háttérvokál
- Antonia Maass – háttérvokál

### Produkció
- David Bowie – producer
- Tony Visconti – producer, hangmérnök
- Colin Thurston – hangmérnök